# Lógica binaria
La lógica binaria es la que trabaja con las variables y operaciones del álgebra de Boole. Así, las variables sólo toman dos valores discretos, los valores de verdad V (verdadero) y F (falso), aunque estos dos valores lógicos también se pueden denotar como sí y no, o como 1 y 0 respectivamente. 
Es la base de los sistemas digitales y ello implica también, la base de la estructura de los computadores.

## Perspectiva general
Lo que comúnmente en lógica es falso o verdadero, en la lógica binaria lo vemos representado mediante dígitos utilizando exclusivamente los valores 0 y 1, números que de por sí no tienen un valor numérico de tipo real, sino más bien de tipo discreto; es decir, 0 y 1 representan distintos estados del objeto de estudio, por ejemplo, a la hora de poder desarrollar un circuito digital.
Los circuitos digitales funcionan generalmente bajo tensiones de 5 voltios en corriente continua (por ejemplo la tecnología TTL) si bien existen excepciones como la serie CMOS, que trabaja en diferentes rangos que pueden ir desde los 4 a los 18 voltios.
Generalmente, el estado lógico 0 representa una ausencia de tensión, o un nivel bajo; y el estado lógico 1 representa una existencia de tensión, o un nivel alto. Mediante la combinación de estos valores, es posible generar una serie de datos convertible a cualquier código utilizando la normativa aplicable en cada caso.

## Principio de dualidad
Todas las expresiones booleanas permanecen válidas si se intercambian los operadores '+' y '·', y los elementos '0' y '1'. 
Así, para obtener una expresión algebraica dual se intercambian los operadores «Y» y «O», y se reemplazan unos por ceros y viceversa.[cita requerida]

## Tablas de verdad de las operaciones binarias fundamentales

### Negación lógica o complemento
Es una función unaria que invierte el valor lógico de su argumento, por lo que también se llama función NOT, del inglés «no». Puede interpretarse además como restar el valor del argumento a {\displaystyle 1}, por lo que a veces se conoce como resta lógica.
Notación
Suele simbolizarse por una barra horizontal sobre su argumento ({\displaystyle {\bar {a}}\;}) o añadiendo un apóstrofo a continuación de él ({\displaystyle a'\;}).
Evaluación
{\displaystyle {\bar {0}}=1\;}
{\displaystyle {\bar {1}}=0\;}

### Unión o suma lógicas
Es una función de varios argumentos que vale {\displaystyle 0} solo si todos sus argumentos valen {\displaystyle 0}. En el resto de casos vale {\displaystyle 1}. Equivale a la suma porque sólo hay dos valores posibles, {\displaystyle 0} y {\displaystyle 1}, por lo que {\displaystyle 1+1} sigue resultando {\displaystyle 1}.
Notación
Suele representarse como un operador binario entre sus argumentos, simbolizado por {\displaystyle +\;}, o bien {\displaystyle OR\;} (de la conjunción inglesa «o»).
Evaluación
{\displaystyle 0+0=0\;\!}
{\displaystyle 0+1=1\;\!}
{\displaystyle 1+0=1\;\!}
{\displaystyle 1+1=1\;\!}

### Intersección, producto o multiplicación lógicos
Es una función de varios argumentos que vale {\displaystyle 1} solo si todos sus argumentos valen {\displaystyle 1}. En el resto de casos vale {\displaystyle 0}. Equivale a la multiplicación.
Notación
Así como la unión lógica, suele representarse como un operador binario entre sus argumentos, simbolizado por {\displaystyle \cdot \;} o bien por {\displaystyle AND\;} (de la conjunción inglesa «y»).
Evaluación
{\displaystyle 0\cdot 0\;=0}
{\displaystyle 0\cdot 1\;=0}
{\displaystyle 1\cdot 0\;=0}
{\displaystyle 1\cdot 1\;=1}

### Operaciones lógicas compuestas
Siguiendo el Álgebra de Boole, se pueden combinar estas operaciones empleando varias variables y obteniendo resultados más complejos. A continuación, una tabla de verdad de una operación lógica compuesta.
Ejemplo: A · (B + C)
{\displaystyle {\begin{array}{|c|c|c||c|}\hline A&B&C&A\cdot (B+C)\\\hline 1&1&1&1\\1&1&0&1\\1&0&1&1\\1&0&0&0\\0&1&1&0\\0&1&0&0\\0&0&1&0\\0&0&0&0\\\hline \end{array}}}

## Axiomas
En 1854 George Boole introdujo un tratamiento sistemático de lógica y para ello desarrolló un sistema algebraico que hoy en día conocemos como álgebra de Boole. Más tarde, en 1904, Edward V. Huntington le dio una definición formal al álgebra de Boole mediante los siguientes postulados.
Elemento de identidad
{\displaystyle 0+A=A\,\!}
{\displaystyle 1\cdot A=A}
Propiedad conmutativa (el resultado no depende del orden)
{\displaystyle A+B=B+A\,\!}
{\displaystyle A\cdot B=B\cdot A}
Propiedad asociativa (el resultado no depende del modo de asociación)
{\displaystyle A+(B+C)=(A+B)+C=A+B+C\,\!}
{\displaystyle A\cdot (B\cdot C)=(A\cdot B)\cdot C=A\cdot B\cdot C\,\!}
Propiedad distributiva (una operación se distribuye en una asociación)
{\displaystyle A\cdot (B+C)=A\cdot B+A\cdot C}
{\displaystyle A+(B\cdot C)=(A+B)\cdot (A+C)}
Otras propiedades
- {\displaystyle 1+A=1\,\!}
- {\displaystyle 0\cdot A=0}
- {\displaystyle A+A=A\,\!}
- {\displaystyle A\cdot \;A=A}
- {\displaystyle A+{\overline {A}}\;=1}
- {\displaystyle A\cdot \;{\overline {A}}\;=0}
- {\displaystyle A+(A\cdot B)=A}
- {\displaystyle A\cdot (A+B)=A}
- {\displaystyle A+({\overline {A}}\cdot B)=A+B}
- {\displaystyle A\cdot ({\overline {A}}+B)=A\cdot B}

Leyes de De Morgan
- {\displaystyle {\overline {(A+B)}}\;={\overline {A}}\;\cdot \;{\overline {B}}\;}
- {\displaystyle {\overline {(A\cdot \;B)}}\;={\overline {A}}\;+{\overline {B}}\;}

Operadores no fundamentales XOR, XNOR e IMPLIES
Los operadores no fundamentales pueden expresarse a partir de los operadores fundamentales
- XOR:

{\displaystyle A\oplus B={\overline {A}}\;\cdot \;B+{\overline {B}}\;\cdot \;A}
{\displaystyle 0\oplus 0=0\,\!}
{\displaystyle 0\oplus 1=1\,\!}
{\displaystyle 1\oplus 0=1\,\!}
{\displaystyle 1\oplus 1=0\,\!}
XOR se conoce como OR exclusiva
- XNOR:

{\displaystyle A\odot B=A\cdot \;B+{\overline {B}}\;\cdot \;{\overline {A}}\;}
{\displaystyle 0\odot 0=1\,\!}
{\displaystyle 0\odot 1=0\,\!}
{\displaystyle 1\odot 0=0\,\!}
{\displaystyle 1\odot 1=1\,\!}
XNOR equivale a «si y sólo si».
- IMPLIES:

{\displaystyle A\rightarrow \;B={\overline {A}}\;+B\,\!}
{\displaystyle 0\rightarrow \;0=1\,\!}
{\displaystyle 0\rightarrow \;1=1\,\!}
{\displaystyle 1\rightarrow \;0=0\,\!}
{\displaystyle 1\rightarrow \;1=1\,\!}
IMPLIES equivale a «si ... entonces ...».